# Charles Pierrepont, II conte Manvers
Charles Pierrepont, II conte Manvers (Londra, 11 agosto 1778 – Londra, 27 ottobre 1860), è stato un militare, politico e nobile inglese.

## Biografia

### I primi anni e la carriera in marina
Figlio di Charles Pierrepont, I conte Manvers, entrò giovanissimo nella Royal Navy come marinaio ed il 10 marzo 1797 venne nominato tenente di vascello. L'11 agosto di quello stesso anno divenne comandante della HMS Kingfisher, un brigantino con a bordo 18 cannoni da sei libbre ciascuno, con un equipaggio di 120 uomini in tutto. A bordo di tale nave catturò la Lynx di 10 cannoni e 70 uomini, così come:
- Il 15 settembre 1797 prese la nave francese Espoir di 2 cannoni e 39 uomini.[2]
- L'8 gennaio 1798, a 180 miglia nautiche ad ovest di the Burlings, catturò la nave francese Betsey, di 16 cannoni e 118 uomini. Ebbe nell'operazione un solo ferito.[3]
- Il 26 maggio 1798 al largo di Vigo, catturò la nave spagnola Avantivia Ferrolina, con cinque cannoni e una ciurma di 26 uomini a bordo.[4]

Venne promosso post-captain e destinato alla HMS Spartiate (74 cannoni) il 24 dicembre 1798, mentre il comando della HMS Kingfisher passò al suo ex primo luogotenente, Frederick Lewis Maitland. Pierrepont tornò in Inghilterra nel luglio del 1799 per poi essere nominato a comando della fregata Dédaigneuse (40 cannoni), conquistata ai francesi, ma dovette rinunciare al resto della carriera nell'ottobre del 1801 alla morte del fratello maggiore Evelyn che, non avendo avuto eredi, lo aveva reso erede dei titoli e dalla fortuna della sua famiglia..Si ritirò ufficialmente dalla Marina nel 1803 

### La carriera politica
Pierrepont prese il seggio del fratello al parlamento del Regno Unito per la costituente del Nottinghamshire, divenendone anche vice luogotenente nel 1803. Nel 1806, suo padre fu nominato conte Manvers, e Charles ottenne il titolo di visconte Newark come erede. Rimase parlamentare sino al 1816, anno nel quale succedette ai titoli di suo padre.

## Matrimonio e figli
Charles Pierrepont sposò Mary Laetitia, figlia primogenita di Anthony Hardolph Eyre di Grove Hall, Nottinghamshire (1784–1860), nel 1804. La coppia ebbe insieme quattro figli:
- Charles Evelyn Pierrepont, visconte Newark (1805–1850), deputato per East Retford (1830–1835)
- Sydney William Herbert Pierrepont, III conte Manvers (1825–1900)
- Mary Frances Pierrepont (m. 1905), sposò Edward Christopher Egerton nel 1845
- Annora Charlotte Pierrepont (m. 1888), sposò Charles Watkin Williams-Wynn nel 1853

## Ascendenza
|                                      |  |                                                 | Genitori                                        |  |  | Nonni |  |  | Bisnonni       |  |  | Trisnonni      |  |
|                                      |  |                                                 |                                                 |  |  |       |  |  | Philip Meadows |  |  | Philip Meadows |  |
|                                      |  |                                                 |                                                 |  |  |       |  |  | Philip Meadows |  |  | Philip Meadows |  |
|                                      |  | Constance Lucy                                  |                                                 |  |  |       |  |  | Philip Meadows |  |  |                |  |
| Philip Meadows                       |  |                                                 |                                                 |  |  |       |  |  | Philip Meadows |  |  |                |  |
|                                      |  | Dorothy Boscawen                                | Edward Boscawen                                 |  |  |       |  |  |                |  |  |                |  |
|                                      |  | Dorothy Boscawen                                | Edward Boscawen                                 |  |  |       |  |  |                |  |  |                |  |
|                                      |  | Dorothy Boscawen                                | Jael Godolphin                                  |  |  |       |  |  |                |  |  |                |  |
| Charles Pierrepont, I conte Manvers  |  | Dorothy Boscawen                                |                                                 |  |  |       |  |  |                |  |  |                |  |
|                                      |  | William Pierrepont, conte di Kingston-upon-Hull | Evelyn Pierrepont, I duca di Kingston-upon-Hull |  |  |       |  |  |                |  |  |                |  |
|                                      |  | William Pierrepont, conte di Kingston-upon-Hull | Evelyn Pierrepont, I duca di Kingston-upon-Hull |  |  |       |  |  |                |  |  |                |  |
|                                      |  | William Pierrepont, conte di Kingston-upon-Hull | Mary Feilding                                   |  |  |       |  |  |                |  |  |                |  |
| Frances Pierrepont                   |  | William Pierrepont, conte di Kingston-upon-Hull |                                                 |  |  |       |  |  |                |  |  |                |  |
|                                      |  | Rachel Bayntun                                  | Thomas Bayntun                                  |  |  |       |  |  |                |  |  |                |  |
|                                      |  | Rachel Bayntun                                  | Thomas Bayntun                                  |  |  |       |  |  |                |  |  |                |  |
|                                      |  | Rachel Bayntun                                  | Elizabeth Willoughby                            |  |  |       |  |  |                |  |  |                |  |
| Charles Pierrepont, II conte Manvers |  | Rachel Bayntun                                  |                                                 |  |  |       |  |  |                |  |  |                |  |
|                                      |  |                                                 |                                                 |  |  |       |  |  |                |  |  |                |  |
|                                      |  |                                                 |                                                 |  |  |       |  |  |                |  |  |                |  |
|                                      |  |                                                 |                                                 |  |  |       |  |  |                |  |  |                |  |
| William Mills                        |  |                                                 |                                                 |  |  |       |  |  |                |  |  |                |  |
|                                      |  |                                                 |                                                 |  |  |       |  |  |                |  |  |                |  |
|                                      |  |                                                 |                                                 |  |  |       |  |  |                |  |  |                |  |
|                                      |  |                                                 |                                                 |  |  |       |  |  |                |  |  |                |  |
| Anne Orton Mills                     |  |                                                 |                                                 |  |  |       |  |  |                |  |  |                |  |
|                                      |  |                                                 |                                                 |  |  |       |  |  |                |  |  |                |  |
|                                      |  |                                                 |                                                 |  |  |       |  |  |                |  |  |                |  |
|                                      |  |                                                 |                                                 |  |  |       |  |  |                |  |  |                |  |
|                                      |  |                                                 |                                                 |  |  |       |  |  |                |  |  |                |  |
|                                      |  |                                                 |                                                 |  |  |       |  |  |                |  |  |                |  |
|                                      |  |                                                 |                                                 |  |  |       |  |  |                |  |  |                |  |
|                                      |  |                                                 |                                                 |  |  |       |  |  |                |  |  |                |  |
|                                      |  |                                                 |                                                 |  |  |       |  |  |                |  |  |                |  |